# Little Tioga
Little Tioga ist ein Felsvorsprung auf Signy Island im Archipel der Südlichen Orkneyinseln. Er ragt aus dem vereisten Südosthang des Tioga Hill auf.
Der Falkland Islands Dependencies Survey nahm zwischen 1947 und 1950 Vermessungen vor. Luftaufnahmen entstanden 1968 durch die Royal Navy. Das UK Antarctic Place-Names Committee benannte ihn 2004 in Anlehnung an die Benennung des Tioga Hill. Dessen Namensgeber ist das 1890 gebaute norwegische Fabrikschiff Tioga, das zwischen 1911 und 1912 für den Walfang in den Gewässern um die Südlichen Orkneyinseln operiert hatte und am 4. Februar 1913 nahe dem Port Jebsen im Sturm gesunken war.